# 그레이엄 도란스
그레이엄 도란스(Graham Dorrans, 1987년 5월 5일, 스코틀랜드 글래스고 ~ )은 스코틀랜드 출신 프로 축구 선수이다. 현재 소속팀은 던펌린 애슬레틱이며 포지션은 미드필더로 활약한다.